# Fluxo meridional

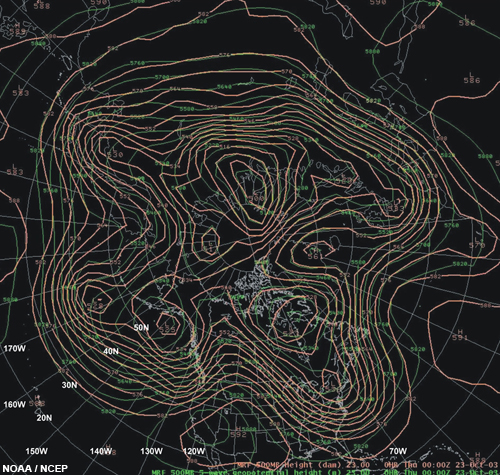
O padrão de fluxos meridionais em 23 de Outubro de 2003. Note os cavados e cristas amplificados no padrão atmosférico de 500 hPa

Fluxo meridional é um termo meteorológico que significa que o padrão de correntes atmosféricas está alinhada às linhas de longitude, ou seja, movimentam-se de norte para o sul (ou vice-versa, ao contrário de fluxo zonal). Ciclones extratropicais neste ambiente tendem a ser mais fortes e lentos quanto ao seu deslocamento. Este padrão é responsável pela maioria das instâncias de tempo severo. Neste regime de fluxo atmosférico, não somente as tempestades tendem a ficar mais fortes, mas as temperaturas podem chegar a valores extremos, produzindo ondas de calor e de frio, dependendo a direção do fluxo atmosférico.